# Juan Cornelio Moyano
Juan Cornelio Moyano (Mendoza, 1 de septiembre de 1798-Mendoza, 25 de marzo de 1859) fue un abogado argentino, que ejerció como gobernador de la Provincia de Mendoza entre el año 1856 y su muerte en 1859.

## Biografía
Descendiente de los fundadores de la ciudad de Mendoza, estudió en Córdoba, y fue un activo militante del Partido Federal.[cita requerida]
Se dedicó desde su juventud a la administración de los campos de su padre, donde tenía viñas y alfalfares. Apoyó los gobiernos federales de la década de 1820, en especial los de Pedro Molina y José Albino Gutiérrez. Fue legislador provincial, y en enero de 1826 fue uno de los que hicieron del coronel Juan Rege Corvalán el nuevo gobernador de la provincia.[cita requerida]
En agosto de 1829, al estallar la revolución dirigida por su pariente Juan Agustín Moyano, Corvalán delegó el gobierno en Cornelio Moyano. Aunque este no era unitario, aceptó el triunfo de éstos, pero logró que el gobernador fuera el general Rudecindo Alvarado, mucho más moderado que su primo. La revolución trajo de vuelta al general José Félix Aldao, que venció a sus oponentes en la batalla de Pilar. Su primo se asiló en su casa, pero él lo entregó a sus enemigos, que lo fusilaron.[cita requerida]
Emigró ante la invasión unitaria de 1830, y regresó dos años después, en apoyo de Aldao. Pero más tarde se enemistó con el caudillo, y desapareció de la vida pública por muchos años. Tras su muerte, fue juez de primera instancia.
En 1847 fue ministro del gobernador Alejo Mallea, que acababa de derrocar al general Pedro Pascual Segura con apoyo de Juan Manuel de Rosas. Pero a los pocos meses permitió que un partidario del gobernador fuera fusilado por un delito común, lo que lo hizo enemistar con Mallea. Por orden de Rosas fue condenado a muerte, pero logró huir a Chile. Se hizo amigo de Segura y regresó con él después de la batalla de Caseros. Cuando Segura recuperó la gobernación, lo nombró su ministro de gobierno.
El 22 de febrero de 1856 asumió como gobernador interino, luego de la renuncia de Pedro Pascual Segura. El 20 de abril fue designado gobernador propietario, convirtiéndose en el primer gobernador constitucional de la historia de la provincia de Mendoza, al jurar la nueva constitución provincial, hecha según el modelo de Juan Bautista Alberdi. Su principal preocupación parece haber sido el funcionamiento de la justicia: firmó tratados de extradición con varias provincias, puso en funciones a la Cámara de Justicia, y creó varios juzgados. Creó la escuela de artes y oficios y varias escuelas primarias y aumentó el número de departamentos en que estaba dividida la provincia. Durante su gobierno, fueron creados los departamentos de Maipú y Guaymallén. Por iniciativa de Germán Burmeister fundó el Museo de Historia Natural.[cita requerida]
Apoyó la política del presidente Justo José de Urquiza, especialmente su ofensiva para destruir el Estado de Buenos Aires, sobre todo después del asesinato del general Nazario Benavídez. En 1859 se le reconoció el grado de general, aunque nunca había hecho carrera militar, por el mérito de haber contribuido a la organización del ejército de la Confederación Argentina.
Su muerte el 25 de marzo de 1859, puso fin a un conflicto surgido de la discusión acerca de su continuidad o no en el cargo, debido a diversas interpretaciones sobre el momento de su asunción.
En algún momento de ese conflicto, la Legislatura designó como interino a Juan de Dios Videla, siendo este desconocido por Moyano, aduciendo inconstitucionalidad, y decretando la suspensión de algunos legisladores. Estos últimos — liderados por Laureano Nazar — solicitaron una Intervención Federal.
Luego de la muerte de Moyano, el 27 de marzo de 1859, la Legislatura designó a Federico Maza como gobernador constitucional.

## Reconocimientos
Varias calles de Mendoza, una escuela primaria en Maipú y el Museo de Ciencias Naturales en el Parque General San Martín rinden homenaje a este importante personaje de la historia mendocina
- Desde 1911 el Museo de Ciencias Naturales y Antropológicas lleva su nombre.

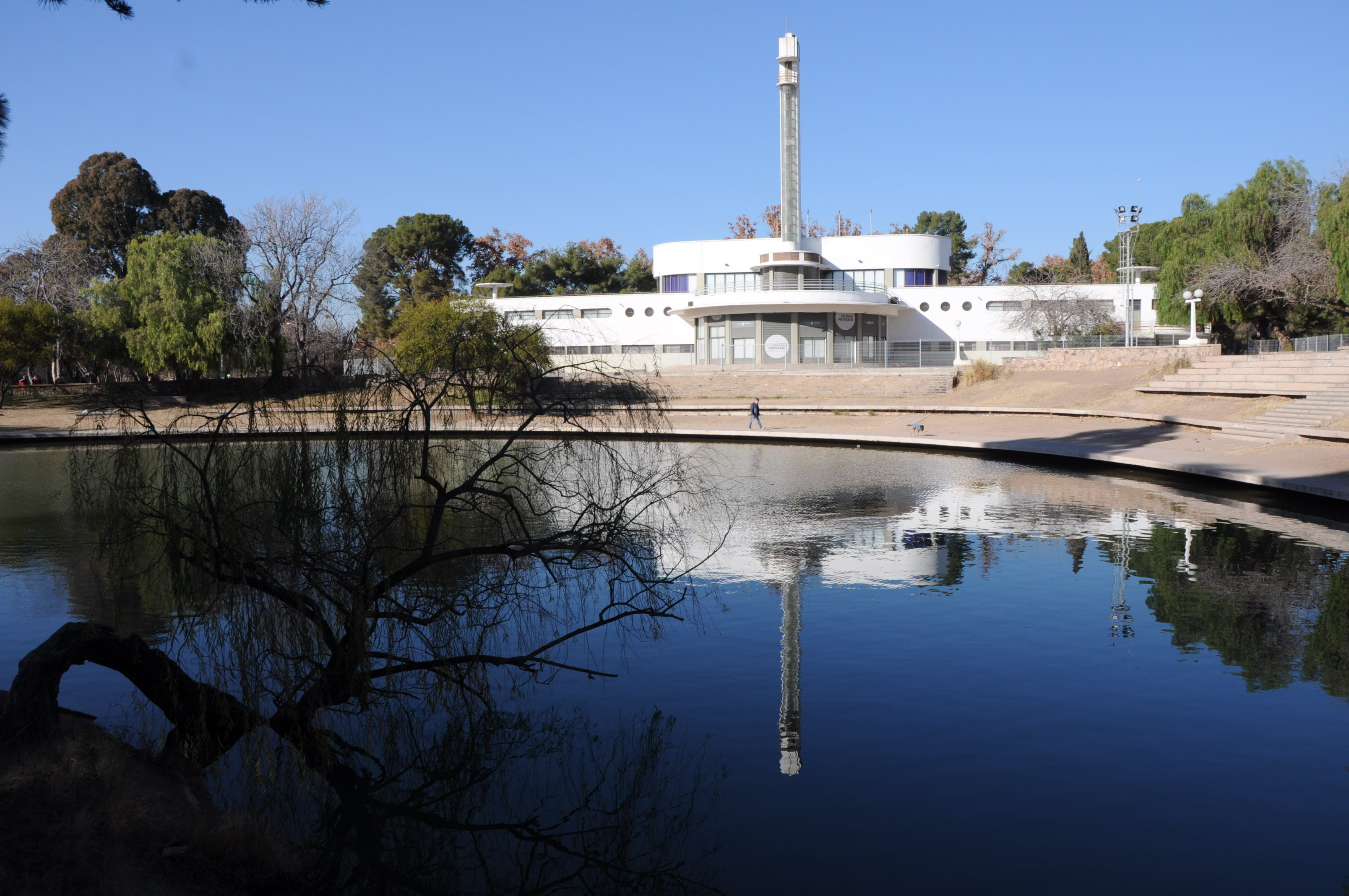
Lago y Payas Serranas, arquitectura yatch style

### Museo de Ciencias Naturales y Antropológicas Juan Cornelio Moyano
El museo fue inaugurado el 15 de abril de 1911 con el nombre “Museo General Regional dependiente de la Dirección General de Escuelas”. A lo largo de su historia tuvo varias sedes, hasta que finalmente, en 1989 logró su actual emplazamiento en el edificio conocido como Playas Serranas en el Parque General San Martín, icónica obra ejemplo del movimiento moderno (Yatch Style), diseñada por los arquitectos Manuel y Arturo Civit. El museo, el edificio y las colecciones que alberga fueron declarados Bienes del Patrimonio Cultural de la Provincia de Mendoza, por Decreto Gubernamental N.º 1733/98. A partir del año 2007, se desempeña como unidad asociada del Centro Científico Tecnológico CCT / CONICET. Desde su creación posee una biblioteca científica denominada Florentino Ameghino. En 2015 fue reinaugurado después que se realizaran trabajos de rehabilitación, conservación y renovación. En 2017 el edificio fue declarado Monumento histórico nacional según indica el Decreto N° 624/2017. El museo alberga más de 150 000 ejemplares en sus diversas colecciones.